# Jan Zaleski (chemik)
Jan Zaleski (ur. 8 marca 1869 w Kalwarii Augustowskiej, zm. 22 sierpnia 1932 w Warszawie) – polski biochemik, wykładowca na Uniwersytecie Warszawskim.
Docent chemii na uniwersytecie w Piotrogrodzie w roku 1917, w latach 1917–1918 profesor tej uczelni. W 1921 został członkiem korespondentem Polskiej Akademii Umiejętności. Po wybuchu I wojny światowej działał w ramach Polskiego Towarzystwa Pomocy Ofiarom Wojny w Petersburgu.
Od roku 1922 był profesorem chemii farmaceutycznej i toksykologicznej na Uniwersytecie Warszawskim. Jednocześnie od roku 1928 objął stanowisko profesora chemii analitycznej. W roku 1924 opracował nową metodę otrzymywania heminy. Jest pochowany na cmentarzu reformowanym przy ul. Żytniej w Warszawie (kwatera N-1-45).